# Giorgio Adorno
Giorgio Adorno (Genova, 1350 – 1430) fu il 17º doge della Repubblica di Genova.

## La vita e l'elezione

Stemma nobiliare degli Adorno

Figlio di Adornino Adorno e Nicolosia della Rocca, e fratello del celebre doge Antoniotto Adorno, nacque nel capoluogo genovese nel 1350. Scarse sono le notizie sulla sua vita privata e gli unici dati certi o ben documentati sono il matrimonio con Pietrina Montaldo, figlia del doge Leonardo Montaldo, e che dall'unione matrimoniale nacquero ben nove figli. Tra questi Raffaele Adorno, doge della Repubblica di Genova dal 1443 al 1447.
L'elezione alla massima carica dogale - la ventiduesima - avvenne il 27 marzo del 1413 dopo la dedizione di Genova e della sua repubblica alla corte di Carlo VI di Francia, voluta dal fratello Antoniotto Adorno nel 1396 assumendo la carica di governatore a Genova per i Francesi, e dopo la breve giurisdizione del Governo degli otto Rettori dal 21 marzo al 27 marzo 1413.
Secondo alcune fonti cartacee il popolo e quindi i Rettori, reggenti la Repubblica per riequilibrare la scena politica genovese dopo il dominio francese, scelsero Giorgio Adorno per le sue gesta considerate benevoli e per il forte equilibrio personale nelle varie scelte pubbliche o politiche. Un episodio che certamente lo acclamò tra la popolazione genovese fu quando si recò a Savona per rimettere ordine e pace con il locale marchese.

## Il dogato
Durante il suo dogato, durato quasi due anni esatti, è protagonista assoluto nella vita pubblica della repubblica e le sue riconosciute qualità di mediatore portarono il doge Giorgio Adorno a intraprendere rapporti positivi e accordi con i vicini e confinanti territori. Stipulò una pace tra Genova e il Marchesato del Monferrato che portò il marchese, dopo aver ricevuto il pagamento di 24 000 scudi, al rinunciare di tutti i territori occupati nell'area genovese-savonese.
Una nuova trattativa fu avviata con Firenze che cedette alla Repubblica di Genova, dopo un cospicuo pagamento, i territori di Portovenere, Lerici, Sarzanello e Falcinello precedentemente ceduti ai Fiorentini durante la devozione francese. Un ulteriore accordo venne stipulato con Lodovico Cane per la restituzione del castello e dei territori di Gavi; l'operazione costò alla Repubblica circa diecimila fiorini in oro. Codesti accordi e cessioni di territorio portarono la Repubblica di Genova ad avere nuovamente dominio sugli antichi possedimenti liguri.

### La nuova costituzione

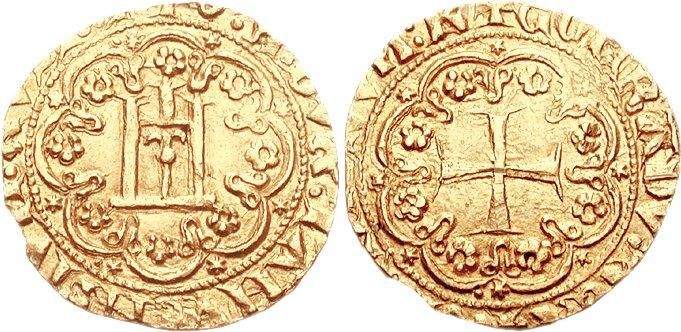
Genovino coniato durante il dogato di Giorgio Adorno.

Un importante passo per la stabilizzazione della repubblica fu la promulgazione di una nuova costituzione che venne stesa durante il dogato di Giorgio Adorno. Si stabilì che la massima carica repubblicana dovesse essere retta esclusivamente dal doge e solo in caso di tradimento o grave incapacità accertata, che avrebbero potuto inclinare le scelte di governo, la carica sarebbe stata immediatamente revocata. Nella costituzione si dettarono inoltre nuove imposizioni per la nomina dogale: l'eletto doge doveva essere genovese, non avere meno di cinquant'anni, di appartenere alla fazione ghibellina, possibilmente mercante per i cospicui commerci e affari della Repubblica e soprattutto "popolare" tra la popolazione genovese.
In caso di "reggenza vacante" la sovranità della Repubblica spettava al Magistrato dei dodici anziani che, con una stabilita procedura, avrebbe condotto le fasi per la nuova elezione dogale.

### La guerra civile
Nella fasi finali del suo dogato tanti furono nel capoluogo genovese gli scontri, alcuni pure armati, tra le varie famiglie nobiliari dell'allora capitale. La forte stima e acclamazione della popolazione per il doge Giorgio Adorno, visti soprattutto i successi per il ritorno degli antichi domini della Repubblica nel Basso Piemonte e nell'estremo levante ligure, se pur pagati ad alto prezzo ma con la quasi assenza di spargimenti di sangue, causò un'intensa lotta con la famiglia Guarco già protagonista nel potere politico di Genova.
Un esponente della famiglia, Isnardo Guarco, colui che nel 1436 diverrà se pur per sei giorni doge di Genova, tentò di organizzare una vera rivolta che partì dai confini della Toscana alla volta di Genova contro il governo di Giorgio Adorno; gli oppositori furono prontamente sedati e costretti a riparare nuovamente nei pressi del confine toscano.
Se la rivolta dei Guarco fu in qualche modo evitata, destino diverso avvenne per la personale "secessione" di Battista Montaldo. Quest'ultimo, forse smanioso di accedere al potere o per vendetta contro l'Adorno, diede il via nel dicembre del 1414 ad una vera e propria guerra civile alleandosi con le principali famiglie genovesi come gli Spinola, i Vivaldi, i Grilli, i Negroni, i Da Mare e gli Imperiali di entrambe le fazioni guelfe e ghibelline. In aiuto degli Adorno - e quindi del doge - si schierarono i Fregoso, i Giustiniani, i Promontorio, i Soprani e altre personalità.
La "guerra di mezzo", così viene ricordata dagli storici, coinvolse la capitale Genova che fu quindi divisa in due blocchi distinti che portarono ad una sanguinosa guerra tra la popolazione; la città si trasformò in un violento campo da battaglia e ogni vicolo, strada o piazza fu interessata da scontri e uccisioni a volte persino fratricide. Quasi inascoltati furono i tanti appelli del clero genovese nel cessare ogni ostilità e riportare quindi la pace. Le rivolte continuarono anche nei primi mesi del 1415 - nonostante vi fosse stata una breve tregua - causate, come sostengono alcuni storici, dalla caparbietà del doge Adorno che, sostenuto dai figli, non intendeva abbandonare il potere sulla repubblica. Anzi, proprio per rimettere ordine a Genova e affermare forse la sua forza politica, chiamò in aiuto il Ducato di Milano che inviò circa trecento soldati. La reazione degli anti Adorno fu ben presto immediata con la chiamata in soccorso direttamente al marchese del Monferrato.

### La cessazione delle ostilità e del dogato
Con Genova nuovamente nel terrore per le aspre rivolte, alimentate ora anche da armi straniere da ambe le parti, decisiva fu la riunione nella cattedrale di San Lorenzo di tre personalità: Barnaba Guano, Giacomo Giustiniani e Antonio Doria. Soprattutto le forti parole del Guano, colui che verrà eletto pochi anni dopo nuovo successore della Repubblica, alle varie persone presenti contro il clima di guerra che imperava in città convinse entrambe le parti ad arrivare ad una sorta di soluzione pacifica per riportare alla calma.
I principali accessi e luoghi celebri della città furono presi in custodia da personalità di ambo gli schieramenti e si concesse al doge una sorta di scadenza obbligata di quindici giorni o ancor meno se avesse voluto. La spontanea rinuncia al dogato di Giorgio Adorno gli avrebbe guadagnato ampi onori, soprattutto per il suo operato passato, con la nomina a console di Caffa e una rendita monetaria a vita di trecento ducati in oro. Il 23 marzo del 1415 Giorgio Adorno cessò come da accordi il proprio dogato affidando, in via temporanea, la guida della Repubblica di Genova al Governo dei due Priori quali Tomaso Fregoso e Giacomo Giustiniani.